# Imre Kovács
Imre Kovács (en húngaro: Kovács Imre; Budapest, Hungría, 26 de noviembre de 1921 – ibídem, 9 de marzo de 1996) fue un jugador y entrenador de fútbol húngaro. En su etapa como jugador profesional se desempeñaba como centrocampista.

## Selección nacional
Fue internacional con la selección de fútbol de Hungría en 8 ocasiones. Fue campeón de los Juegos Olímpicos en 1952. También formó parte de la selección subcampeona de la Copa del Mundo de 1954, pese a no haber jugado ningún partido durante el torneo.

### Participaciones en Copas del Mundo
| Mundial                        | Sede  | Resultado  | Partidos | Goles |
| ------------------------------ | ----- | ---------- | -------- | ----- |
| Copa Mundial de Fútbol de 1954 | Suiza | Subcampeón | 0        | 0     |

### Participaciones en Juegos Olímpicos
| Olimpiada                         | Sede      | Resultado | Partidos | Goles |
| --------------------------------- | --------- | --------- | -------- | ----- |
| Juegos Olímpicos de Helsinki 1952 | Finlandia | Campeón   | 1        | 0     |

## Equipos

### Como jugador
| Equipo             | País    | Año       |
| ------------------ | ------- | --------- |
| Tatabányai Bányász | Hungría | ¿-?       |
| Diósgyőri VTK      | Hungría | ¿-1945    |
| MTK Budapest FC    | Hungría | 1945-1959 |

### Como entrenador
| Equipo           | País                  | Año       |
| ---------------- | --------------------- | --------- |
| MTK Budapest FC  | Hungría               | 1962-1964 |
| KSI              | Hungría               | 1965      |
| Canal de Suez    | República Árabe Unida | 1966-1967 |
| Pécsi Dózsa      | Hungría               | 1968-1969 |
| Videoton FC      | Hungría               | 1970-1971 |
| Újpesti Dózsa    | Hungría               | 1971-1973 |
| Salgótarjáni BTC | Hungría               | 1973-1974 |
| MTK Budapest FC  | Hungría               | 1974-1975 |
| Pécsi MSC        | Hungría               | 1977-1978 |
| Rába ETO         | Hungría               | 1978-1981 |
| Pécsi MSC        | Hungría               | 1981-1983 |
| Nyíregyházi VSSC | Hungría               | 1984      |

## Palmarés

### Como jugador

#### Campeonatos nacionales
| Título              | Equipo          | País    | Año  |
| ------------------- | --------------- | ------- | ---- |
| Nemzeti Bajnokság I | MTK Budapest FC | Hungría | 1951 |
| Copa de Hungría     | MTK Budapest FC | Hungría | 1952 |
| Nemzeti Bajnokság I | MTK Budapest FC | Hungría | 1953 |
| Nemzeti Bajnokság I | MTK Budapest FC | Hungría | 1958 |

#### Copas internacionales
| Título           | Equipo          | Sede                   | Año  |
| ---------------- | --------------- | ---------------------- | ---- |
| Juegos Olímpicos | Hungría         | Helsinki (Finlandia)   | 1952 |
| Copa Mitropa     | MTK Budapest FC | Praga (Checoslovaquia) | 1955 |

### Como entrenador

#### Campeonatos nacionales
| Título              | Equipo        | País    | Año  |
| ------------------- | ------------- | ------- | ---- |
| Nemzeti Bajnokság I | Újpesti Dózsa | Hungría | 1972 |
| Nemzeti Bajnokság I | Újpesti Dózsa | Hungría | 1973 |

#### Copas internacionales
| Título       | Equipo          | Sede               | Año  |
| ------------ | --------------- | ------------------ | ---- |
| Copa Mitropa | MTK Budapest FC | Budapest (Hungría) | 1963 |

#### Distinciones individuales
| Distinción | Año  |
| ---------- | ---- |
| Mesteredző | 1973 |

## Condecoraciones
| Distinción                                                              | Año  |
| ----------------------------------------------------------------------- | ---- |
| Cruz de Oficial de la Orden del Mérito Civil de la República de Hungría | 1993 |